# The Road to You
The Road to You – drugi koncertowy (dziewiąty w dyskografii) album grupy Pat Metheny Group, wydany w 1993 r. przez wytwórnię Geffen Records. Album zdobył w 1994 r. nagrodę Grammy w kategorii Best Contemporary Jazz Album. Na płycie znajduje się 10 utworów wykonanych na koncertach we włoskich i francuskich miastach: Bari, Pescarze, Jesi, Neapolu, Marsylii, Paryżu i Besançon oraz dodatkowo jeden utwór studyjny.

## Lista utworów
1. „Have You Heard” (Metheny) – 6:48
2. „First Circle” (Metheny i Mays) – 9:03
3. „The Road to You” (Metheny) – 5:45
4. „Half Life of Absolution” (Metheny i Mays) - 15:19
5. „Last Train Home” (Metheny) - 5:10
6. „Better Days Ahead” (Metheny) – 5:12
7. „Naked Moon” (Metheny) - 5:30
8. „Beat 70” (Metheny i Mays) - 5:06
9. „Letter From Home” (Metheny) - 2:33
10. „Third Wind” (Metheny i Mays) - 9:50
11. „Solo from 'More Travels'” (Metheny) - 3:40

## Skład zespołu
- Pat Metheny – gitary
- Lyle Mays – fortepian, instrumenty klawiszowe
- Steve Rodby – gitary basowe
- Paul Wertico – perkusja
- Armando Marçal – wokal, instrumenty perkusyjne, kongi
- Pedro Aznar – wokal, saksofon tenorowy, instrumenty perkusyjne, wibrafon, marimba, gitara akustyczna

## Miejsca na listachBillboardu
| Rok  | Lista                        | Miejsce |
| ---- | ---------------------------- | ------- |
| 1993 | The Billboard 200            | 170     |
| 1993 | Top Contemporary Jazz Albums | 4       |